# Satinine
La società Satinine viene fondata nel 1883 da Lorenzo Usellini. L'azienda si occupava dell'importazione e la distribuzione di articoli da toeletta.
Dopo la prima guerra mondiale, Lorenzo Usellini inizia a comporre fragranze: nasce la “Satinine Officina Odoraria” che si sviluppa anche grazie all’apporto artistico e creativo dei suoi tre figli.
Negli anni ’30 si producono profumi che acquisiscono una popolarità internazionale, “Orchidea nera” e “Caccia alla volpe”, racchiusi in preziosi flaconi firmati Vetrerie Bormioli. 
Il nome nasce dall’unione di “Satin”, simbolo di eleganza tattile, lucentezza e sensualità, e la desinenza “-ine”, che richiama la precisione e l’orientamento chimico/botanico dell’azienda.
Satinine è un marchio di profumi storico milanese orientato alla ricerca e lo studio applicativo della biodiversità italiana finalizzata alla creazione di sentori innovativi prodotti internamene, per dare vita a fragranze uniche.
motto dell'azienda: "Ogni essenza è il risultato di un equilibrio sofisticato tra natura e scienza, memoria e innovazione, arte e formula"
Oggi Satinine è un marchio registrato di proprietà della Profumieri Milano SRL